# Von Brehmer
von Brehmer är en numera utslocknad svensk adelsätt, vars namn som följd av fideikommissföreskrifter fortlever i den friherrliga ätten Wrangel von Brehmer. 
Ätten adlades i början på 1700-talet med ättenummret 1837.

## Historik
Den adlade, Johan Brehmer var född 1650 i Stockholm och verkade från 1674 i olika funktioner inom statsförvaltningen samt vid drottning Hedvig Eleonoras  hov, där han från 1705 var direktör vid drottningens räknekammare och hovkontor. Samma år adlades han med namnet von Brehmer, men avled 1707 utan att ha introducerats på Riddarhuset. Ätten introducerades först 1731 och fick då nummer 1837. 
Johan Brehmer, adlad von Brehmer var gift tre gånger, men hans fyra söner och enda dotter var alla från första äktenskapet. Av sönerna var tre  gifta och fick även söner och en sonson som nådde vuxen ålder. Trots detta kom ätten kom att utslockna på svärdssidan 1754 med den ogifte sonen Johan von Brehmer (den yngre) född 1677. Denne var under 23 verksam vid två tyska furstehov och erhöll då både tysk-romersk adelskap och friherrlig värdighet. Efter återkomsten till Sverige 1731 erhöll han även svensk friherrlig värdighet men lät sig aldrig introduceras som friherre på svenska  riddarhuset.
Johan von Brehmer innehade Skeinge säteri ivid Osby i Skåne. Utan nära arvingar skapade han ett fideikommiss av sin egendom för sin systerdotters son Johan Vilhelm Wrangel af Sage och Waschel (1724–1786)  med villkoret att denne och dennes arvingar  lade von Brehmers namn och vapen till sina egna. Johan Vilhelm erhöll 1765 friherrlig värdighet och blev därmed stamfar för ätten Wrangel von Brehmer, som fortlever i Sverige. Släktförbindelsen till denna ätt är följande:
Johan von Brehmers syster Elisabet (1683–1748) var i sitt första äktenskap gift med häradshövdingen Johan Celsius. Deras dotter Sara Elisabet Celsia (1706–1703) blev 15 eller 16 år gammal år 1722 gift  med den estlandsfödde militären Otto Vilhelm Wrangel (1668–1747), som 1731 naturaliserades som svensk adelsman  med namnet Wrangel af Sage och Waschel . Johan Vilhelm var äldste sonen och nummer två i en skara på åtta barn.